# Cookernup
Cookernup is een plaats in de regio South West in West-Australië.

## Geschiedenis
In de jaren 1850 vestigde Joseph Logue zich in de streek en vernoemde zijn eigendom naar een nabijgelegen waterloop die door de Aborigines Kookernup werd genoemd. Kookernup zou "plaats van het moeraskieken" of "plaats van de moerasyam" hebben betekend. Vanaf de jaren 1860 werd er vlas verwerkt.
Dankzij een nabijgelegen houtzaagmolen ontwikkelde de plaats in de jaren 1890 snel. Er werd een postkantoor, school, spoorwegstation en een gemeenschapszaal gebouwd. In 1894 werd Cookernup officieel gesticht. Tegen de eeuwwisseling telde de plaats een driehonderdtal inwoners.
In 1953 werd de school gesloten en in 1976 het postkantoor. Het schoolgebouw werd enkele jaren later naar Hoffman Mill verhuisd.
Cookernup werd in 1974 bij Harvey gevoegd en verloor zijn postcode. In 2019 kreeg de plaats na tussenkomst van premier Mark McGowan zijn oude postcode terug.

## Beschrijving
Cookernup maakt deel uit van het lokale bestuursgebied (LGA) Shire of Harvey, waarvan Harvey de hoofdplaats is. Cookernup telde 604 inwoners in 2021. De plaats heeft een speeltuin en een gemeenschapszaal.

## Ligging
Cookernup ligt nabij de South Western Highway en de South Western Railway, 135 kilometer ten zuiden van de West-Australische hoofdstad Perth, 60 kilometer ten noordnoordoosten van Bunbury en iets meer dan 10 kilometer ten noorden van Harvey. De Australind-treindienst van Transwa stopt in Cookernup wanneer dit op voorhand werd aangevraagd.

## Klimaat
Cookernup kent een warm mediterraan klimaat, Csa volgens de klimaatclassificatie van Köppen. De gemiddelde jaarlijkse temperatuur bedraagt 17 °C en er valt jaarlijks gemiddeld 655 mm neerslag.

## Links
- (en) Shire of Harvey
- (en) Harvey History Online

Acton Park · Alexandra Bridge · Allanson · Augusta · Balingup · Benger · Binningup · Boyanup · Boyup Brook · Bramley · Bridgetown · Brookhampton · Brunswick Junction · Bunbury · Burekup· Busselton · Capel · Carbunup River · Chowerup · Collie · Cookernup · Cowaramup · Cundinup · Dardanup · Deanmill · Dingup · Dinninup · Donnelly River · Donnybrook · Dunsborough · Elgin · Ferguson · Forest Grove · Forrest Beach · Gnarabup · Gracetown · Greenbushes · Harvey · Hester · Jardee · Jarrahwood · Karridale · Kirup · Kudardup · Kulikup · Ludlow · Manjimup · Margaret River · Mayanup · Metricup · Mullalyup · Myalup · Nannup · Northcliffe · Nyamup · Pemberton · Peppermint Grove Beach · Prevelly · Quindalup · Quinninup · Roelands · Rosa Brook · Shotts · Stratham · Uduc · Vasse · Walpole · Waterloo · Wilga · Windy Harbour · Witchcliffe · Wilyabrup · Wokalup · Wonnerup · Worsley · Yallingup · Yalup Brook · Yarloop · Yoongarillup · Yornup